# 1258
Portal Geschichte | Portal Biografien | Aktuelle Ereignisse | Jahreskalender | Tagesartikel

◄ |
12. Jahrhundert |
13. Jahrhundert
| 14. Jahrhundert | ►

◄ |
1220er |
1230er |
1240er |
1250er
| 1260er | 1270er | 1280er | ►

◄◄ |
◄ |
1254 |
1255 |
1256 |
1257 |
1258
| 1259 | 1260 | 1261 | 1262 | ► | ►►
Staatsoberhäupter  · Nekrolog
| Januar | Januar | Januar | Januar | Januar | Januar | Januar | Januar |
| Kw     | Mo     | Di     | Mi     | Do     | Fr     | Sa     | So     |
| ------ | ------ | ------ | ------ | ------ | ------ | ------ | ------ |
| 1      |        | 1      | 2      | 3      | 4      | 5      | 6      |
| 2      | 7      | 8      | 9      | 10     | 11     | 12     | 13     |
| 3      | 14     | 15     | 16     | 17     | 18     | 19     | 20     |
| 4      | 21     | 22     | 23     | 24     | 25     | 26     | 27     |
| 5      | 28     | 29     | 30     | 31     |        |        |        |

| Februar | Februar | Februar | Februar | Februar | Februar | Februar | Februar |
| Kw      | Mo      | Di      | Mi      | Do      | Fr      | Sa      | So      |
| ------- | ------- | ------- | ------- | ------- | ------- | ------- | ------- |
| 5       |         |         |         |         | 1       | 2       | 3       |
| 6       | 4       | 5       | 6       | 7       | 8       | 9       | 10      |
| 7       | 11      | 12      | 13      | 14      | 15      | 16      | 17      |
| 8       | 18      | 19      | 20      | 21      | 22      | 23      | 24      |
| 9       | 25      | 26      | 27      | 28      |         |         |         |

| März | März | März | März | März | März | März | März |
| Kw   | Mo   | Di   | Mi   | Do   | Fr   | Sa   | So   |
| ---- | ---- | ---- | ---- | ---- | ---- | ---- | ---- |
| 9    |      |      |      |      | 1    | 2    | 3    |
| 10   | 4    | 5    | 6    | 7    | 8    | 9    | 10   |
| 11   | 11   | 12   | 13   | 14   | 15   | 16   | 17   |
| 12   | 18   | 19   | 20   | 21   | 22   | 23   | 24   |
| 13   | 25   | 26   | 27   | 28   | 29   | 30   | 31   |

| April | April | April | April | April | April | April | April |
| Kw    | Mo    | Di    | Mi    | Do    | Fr    | Sa    | So    |
| ----- | ----- | ----- | ----- | ----- | ----- | ----- | ----- |
| 14    | 1     | 2     | 3     | 4     | 5     | 6     | 7     |
| 15    | 8     | 9     | 10    | 11    | 12    | 13    | 14    |
| 16    | 15    | 16    | 17    | 18    | 19    | 20    | 21    |
| 17    | 22    | 23    | 24    | 25    | 26    | 27    | 28    |
| 18    | 29    | 30    |       |       |       |       |       |

| Mai | Mai | Mai | Mai | Mai | Mai | Mai | Mai |
| Kw  | Mo  | Di  | Mi  | Do  | Fr  | Sa  | So  |
| 18  |     |     | 1   | 2   | 3   | 4   | 5   |
| 19  | 6   | 7   | 8   | 9   | 10  | 11  | 12  |
| 20  | 13  | 14  | 15  | 16  | 17  | 18  | 19  |
| 21  | 20  | 21  | 22  | 23  | 24  | 25  | 26  |
| 22  | 27  | 28  | 29  | 30  | 31  |     |     |
| --- | --- | --- | --- | --- | --- | --- | --- |

| Juni | Juni | Juni | Juni | Juni | Juni | Juni | Juni |
| Kw   | Mo   | Di   | Mi   | Do   | Fr   | Sa   | So   |
| ---- | ---- | ---- | ---- | ---- | ---- | ---- | ---- |
| 22   |      |      |      |      |      | 1    | 2    |
| 23   | 3    | 4    | 5    | 6    | 7    | 8    | 9    |
| 24   | 10   | 11   | 12   | 13   | 14   | 15   | 16   |
| 25   | 17   | 18   | 19   | 20   | 21   | 22   | 23   |
| 26   | 24   | 25   | 26   | 27   | 28   | 29   | 30   |

| Juli | Juli | Juli | Juli | Juli | Juli | Juli | Juli |
| Kw   | Mo   | Di   | Mi   | Do   | Fr   | Sa   | So   |
| ---- | ---- | ---- | ---- | ---- | ---- | ---- | ---- |
| 27   | 1    | 2    | 3    | 4    | 5    | 6    | 7    |
| 28   | 8    | 9    | 10   | 11   | 12   | 13   | 14   |
| 29   | 15   | 16   | 17   | 18   | 19   | 20   | 21   |
| 30   | 22   | 23   | 24   | 25   | 26   | 27   | 28   |
| 31   | 29   | 30   | 31   |      |      |      |      |

| August | August | August | August | August | August | August | August |
| Kw     | Mo     | Di     | Mi     | Do     | Fr     | Sa     | So     |
| ------ | ------ | ------ | ------ | ------ | ------ | ------ | ------ |
| 31     |        |        |        | 1      | 2      | 3      | 4      |
| 32     | 5      | 6      | 7      | 8      | 9      | 10     | 11     |
| 33     | 12     | 13     | 14     | 15     | 16     | 17     | 18     |
| 34     | 19     | 20     | 21     | 22     | 23     | 24     | 25     |
| 35     | 26     | 27     | 28     | 29     | 30     | 31     |        |

| September | September | September | September | September | September | September | September |
| Kw        | Mo        | Di        | Mi        | Do        | Fr        | Sa        | So        |
| --------- | --------- | --------- | --------- | --------- | --------- | --------- | --------- |
| 35        |           |           |           |           |           |           | 1         |
| 36        | 2         | 3         | 4         | 5         | 6         | 7         | 8         |
| 37        | 9         | 10        | 11        | 12        | 13        | 14        | 15        |
| 38        | 16        | 17        | 18        | 19        | 20        | 21        | 22        |
| 39        | 23        | 24        | 25        | 26        | 27        | 28        | 29        |
| 40        | 30        |           |           |           |           |           |           |

| Oktober | Oktober | Oktober | Oktober | Oktober | Oktober | Oktober | Oktober |
| Kw      | Mo      | Di      | Mi      | Do      | Fr      | Sa      | So      |
| ------- | ------- | ------- | ------- | ------- | ------- | ------- | ------- |
| 40      |         | 1       | 2       | 3       | 4       | 5       | 6       |
| 41      | 7       | 8       | 9       | 10      | 11      | 12      | 13      |
| 42      | 14      | 15      | 16      | 17      | 18      | 19      | 20      |
| 43      | 21      | 22      | 23      | 24      | 25      | 26      | 27      |
| 44      | 28      | 29      | 30      | 31      |         |         |         |

| November | November | November | November | November | November | November | November |
| Kw       | Mo       | Di       | Mi       | Do       | Fr       | Sa       | So       |
| -------- | -------- | -------- | -------- | -------- | -------- | -------- | -------- |
| 44       |          |          |          |          | 1        | 2        | 3        |
| 45       | 4        | 5        | 6        | 7        | 8        | 9        | 10       |
| 46       | 11       | 12       | 13       | 14       | 15       | 16       | 17       |
| 47       | 18       | 19       | 20       | 21       | 22       | 23       | 24       |
| 48       | 25       | 26       | 27       | 28       | 29       | 30       |          |

| Dezember | Dezember | Dezember | Dezember | Dezember | Dezember | Dezember | Dezember |
| Kw       | Mo       | Di       | Mi       | Do       | Fr       | Sa       | So       |
| -------- | -------- | -------- | -------- | -------- | -------- | -------- | -------- |
| 48       |          |          |          |          |          |          | 1        |
| 49       | 2        | 3        | 4        | 5        | 6        | 7        | 8        |
| 50       | 9        | 10       | 11       | 12       | 13       | 14       | 15       |
| 51       | 16       | 17       | 18       | 19       | 20       | 21       | 22       |
| 52       | 23       | 24       | 25       | 26       | 27       | 28       | 29       |
| 1        | 30       | 31       |          |          |          |          |          |

| Januar | Januar | Januar | Januar | Januar | Januar | Januar | Januar |
| Kw     | Mo     | Di     | Mi     | Do     | Fr     | Sa     | So     |
| ------ | ------ | ------ | ------ | ------ | ------ | ------ | ------ |
| 1      |        | 1      | 2      | 3      | 4      | 5      | 6      |
| 2      | 7      | 8      | 9      | 10     | 11     | 12     | 13     |
| 3      | 14     | 15     | 16     | 17     | 18     | 19     | 20     |
| 4      | 21     | 22     | 23     | 24     | 25     | 26     | 27     |
| 5      | 28     | 29     | 30     | 31     |        |        |        |

| Februar | Februar | Februar | Februar | Februar | Februar | Februar | Februar |
| Kw      | Mo      | Di      | Mi      | Do      | Fr      | Sa      | So      |
| ------- | ------- | ------- | ------- | ------- | ------- | ------- | ------- |
| 5       |         |         |         |         | 1       | 2       | 3       |
| 6       | 4       | 5       | 6       | 7       | 8       | 9       | 10      |
| 7       | 11      | 12      | 13      | 14      | 15      | 16      | 17      |
| 8       | 18      | 19      | 20      | 21      | 22      | 23      | 24      |
| 9       | 25      | 26      | 27      | 28      |         |         |         |

| März | März | März | März | März | März | März | März |
| Kw   | Mo   | Di   | Mi   | Do   | Fr   | Sa   | So   |
| ---- | ---- | ---- | ---- | ---- | ---- | ---- | ---- |
| 9    |      |      |      |      | 1    | 2    | 3    |
| 10   | 4    | 5    | 6    | 7    | 8    | 9    | 10   |
| 11   | 11   | 12   | 13   | 14   | 15   | 16   | 17   |
| 12   | 18   | 19   | 20   | 21   | 22   | 23   | 24   |
| 13   | 25   | 26   | 27   | 28   | 29   | 30   | 31   |

| April | April | April | April | April | April | April | April |
| Kw    | Mo    | Di    | Mi    | Do    | Fr    | Sa    | So    |
| ----- | ----- | ----- | ----- | ----- | ----- | ----- | ----- |
| 14    | 1     | 2     | 3     | 4     | 5     | 6     | 7     |
| 15    | 8     | 9     | 10    | 11    | 12    | 13    | 14    |
| 16    | 15    | 16    | 17    | 18    | 19    | 20    | 21    |
| 17    | 22    | 23    | 24    | 25    | 26    | 27    | 28    |
| 18    | 29    | 30    |       |       |       |       |       |

| Mai | Mai | Mai | Mai | Mai | Mai | Mai | Mai |
| Kw  | Mo  | Di  | Mi  | Do  | Fr  | Sa  | So  |
| 18  |     |     | 1   | 2   | 3   | 4   | 5   |
| 19  | 6   | 7   | 8   | 9   | 10  | 11  | 12  |
| 20  | 13  | 14  | 15  | 16  | 17  | 18  | 19  |
| 21  | 20  | 21  | 22  | 23  | 24  | 25  | 26  |
| 22  | 27  | 28  | 29  | 30  | 31  |     |     |
| --- | --- | --- | --- | --- | --- | --- | --- |

| Juni | Juni | Juni | Juni | Juni | Juni | Juni | Juni |
| Kw   | Mo   | Di   | Mi   | Do   | Fr   | Sa   | So   |
| ---- | ---- | ---- | ---- | ---- | ---- | ---- | ---- |
| 22   |      |      |      |      |      | 1    | 2    |
| 23   | 3    | 4    | 5    | 6    | 7    | 8    | 9    |
| 24   | 10   | 11   | 12   | 13   | 14   | 15   | 16   |
| 25   | 17   | 18   | 19   | 20   | 21   | 22   | 23   |
| 26   | 24   | 25   | 26   | 27   | 28   | 29   | 30   |

| Juli | Juli | Juli | Juli | Juli | Juli | Juli | Juli |
| Kw   | Mo   | Di   | Mi   | Do   | Fr   | Sa   | So   |
| ---- | ---- | ---- | ---- | ---- | ---- | ---- | ---- |
| 27   | 1    | 2    | 3    | 4    | 5    | 6    | 7    |
| 28   | 8    | 9    | 10   | 11   | 12   | 13   | 14   |
| 29   | 15   | 16   | 17   | 18   | 19   | 20   | 21   |
| 30   | 22   | 23   | 24   | 25   | 26   | 27   | 28   |
| 31   | 29   | 30   | 31   |      |      |      |      |

| August | August | August | August | August | August | August | August |
| Kw     | Mo     | Di     | Mi     | Do     | Fr     | Sa     | So     |
| ------ | ------ | ------ | ------ | ------ | ------ | ------ | ------ |
| 31     |        |        |        | 1      | 2      | 3      | 4      |
| 32     | 5      | 6      | 7      | 8      | 9      | 10     | 11     |
| 33     | 12     | 13     | 14     | 15     | 16     | 17     | 18     |
| 34     | 19     | 20     | 21     | 22     | 23     | 24     | 25     |
| 35     | 26     | 27     | 28     | 29     | 30     | 31     |        |

| September | September | September | September | September | September | September | September |
| Kw        | Mo        | Di        | Mi        | Do        | Fr        | Sa        | So        |
| --------- | --------- | --------- | --------- | --------- | --------- | --------- | --------- |
| 35        |           |           |           |           |           |           | 1         |
| 36        | 2         | 3         | 4         | 5         | 6         | 7         | 8         |
| 37        | 9         | 10        | 11        | 12        | 13        | 14        | 15        |
| 38        | 16        | 17        | 18        | 19        | 20        | 21        | 22        |
| 39        | 23        | 24        | 25        | 26        | 27        | 28        | 29        |
| 40        | 30        |           |           |           |           |           |           |

| Oktober | Oktober | Oktober | Oktober | Oktober | Oktober | Oktober | Oktober |
| Kw      | Mo      | Di      | Mi      | Do      | Fr      | Sa      | So      |
| ------- | ------- | ------- | ------- | ------- | ------- | ------- | ------- |
| 40      |         | 1       | 2       | 3       | 4       | 5       | 6       |
| 41      | 7       | 8       | 9       | 10      | 11      | 12      | 13      |
| 42      | 14      | 15      | 16      | 17      | 18      | 19      | 20      |
| 43      | 21      | 22      | 23      | 24      | 25      | 26      | 27      |
| 44      | 28      | 29      | 30      | 31      |         |         |         |

| November | November | November | November | November | November | November | November |
| Kw       | Mo       | Di       | Mi       | Do       | Fr       | Sa       | So       |
| -------- | -------- | -------- | -------- | -------- | -------- | -------- | -------- |
| 44       |          |          |          |          | 1        | 2        | 3        |
| 45       | 4        | 5        | 6        | 7        | 8        | 9        | 10       |
| 46       | 11       | 12       | 13       | 14       | 15       | 16       | 17       |
| 47       | 18       | 19       | 20       | 21       | 22       | 23       | 24       |
| 48       | 25       | 26       | 27       | 28       | 29       | 30       |          |

| Dezember | Dezember | Dezember | Dezember | Dezember | Dezember | Dezember | Dezember |
| Kw       | Mo       | Di       | Mi       | Do       | Fr       | Sa       | So       |
| -------- | -------- | -------- | -------- | -------- | -------- | -------- | -------- |
| 48       |          |          |          |          |          |          | 1        |
| 49       | 2        | 3        | 4        | 5        | 6        | 7        | 8        |
| 50       | 9        | 10       | 11       | 12       | 13       | 14       | 15       |
| 51       | 16       | 17       | 18       | 19       | 20       | 21       | 22       |
| 52       | 23       | 24       | 25       | 26       | 27       | 28       | 29       |
| 1        | 30       | 31       |          |          |          |          |          |

Zentrales weltpolitisches Ereignis des Jahres 1258 ist die Eroberung von Bagdad durch das Mongolische Reich unter der Ägide von Möngke Khan. Das mongolische Heer wird dabei von Khan Hülegü geführt, der auch für die anschließenden Zerstörungen in der Stadt verantwortlich gemacht wird. Das Ereignis, das das Ende der Abbasidendynastie in Bagdad bedeutet, ist ein schwerer Schlag für den Islam, dessen sogenanntes Goldenes Zeitalter damit endet, die Stadt selbst bleibt auf Jahre entvölkert.

## Ereignisse

### Politik und Weltgeschehen

#### Mongolensturm in Asien

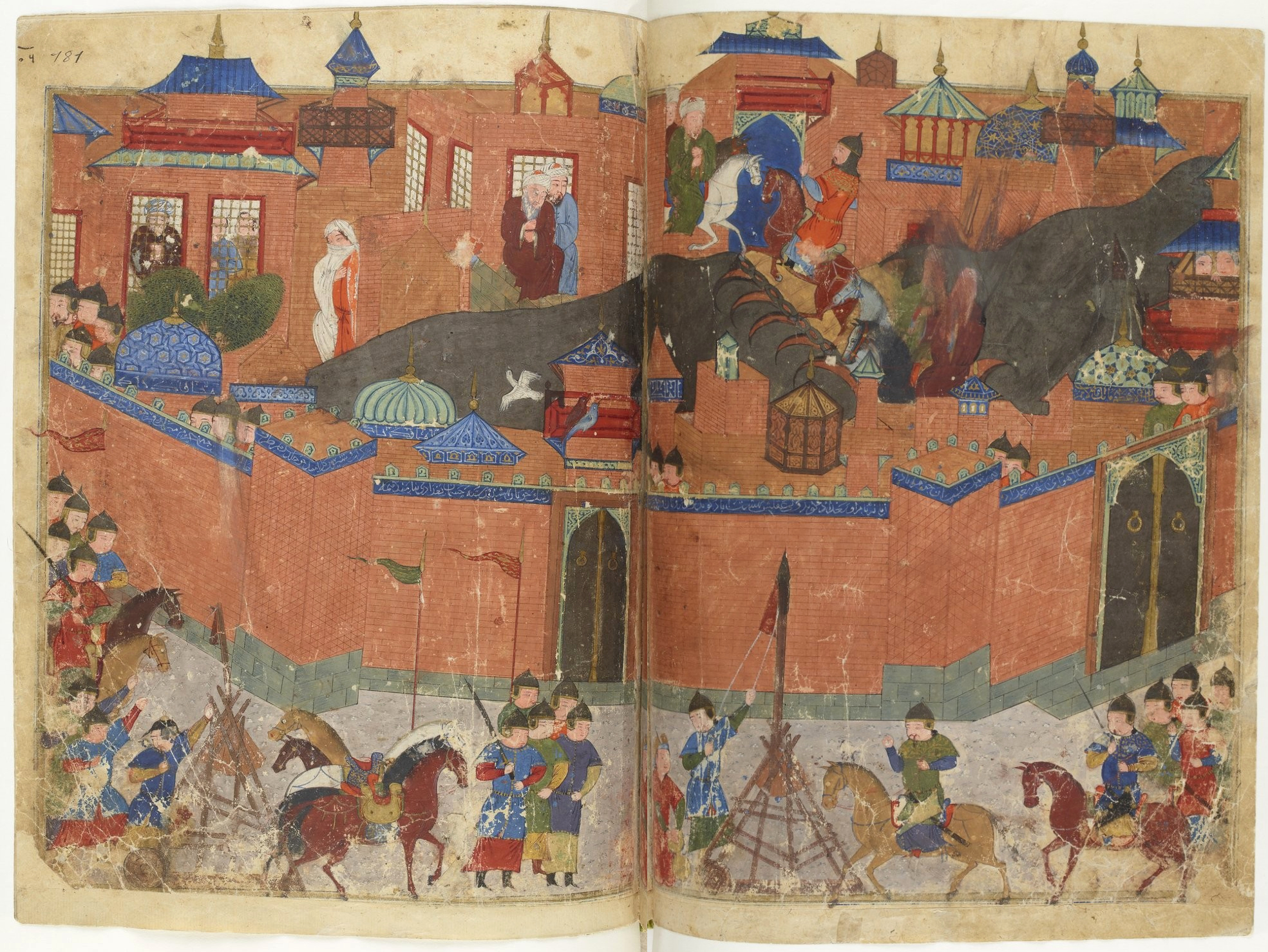
Belagerung Bagdads 1258, im Vordergrund Belagerungsmaschine

- 22. Januar: Die Hauptarmee der Mongolen unter Führung von Hülegü trifft während des Mongolensturms von Westen her vor Bagdad ein. Der vom Großkhan Möngke Khan persönlich beauftragte Angriff auf die Hauptstadt des islamischen Kalifatsstaates und zu diesem Zeitpunkt eine der bedeutendsten Weltmetropolen beginnt am 29. Januar.
- 10. Februar: Den Mongolen gelingt nach weniger als drei Wochen die Eroberung von Bagdad. Im darauf folgenden Massaker werden zwischen 100.000 und einer Million Menschen getötet oder versklavt. Das Haus der Weisheit und alle anderen Bibliotheken der Stadt werden zerstört. Wenige Tage später, vermutlich am 20. Februar, wird Kalif al-Musta'sim bi-'llah, der sich geweigert hat, die Stadt zu übergeben, hingerichtet. Damit endet die Herrschaft des Kalifengeschlechts der Abbasiden in Bagdad, das auf mehrere Jahre hinaus entvölkert ist, sowie die sogenannte Blütezeit des Islam.
- Die Trần-Dynastie in Vietnam kann einen ersten Eroberungsversuch der Mongolen abwehren. Der Sieg ist vor allem den militärischen Fähigkeiten von General Trần Hưng Đạo zu verdanken.

#### Kreuzfahrerstaaten
- Februar: Im Krieg von St. Sabas zwischen der Republik Venedig und der Republik Genua und ihren jeweiligen Verbündeten wird in Erwartung weiterer Kämpfe gegen die Muslime ein Teilfrieden geschlossen.
- Obwohl Hugo II. von Zypern keinen legalen Anspruch auf das Königreich Jerusalem hat, das nominell von Konradin von Hohenstaufen regiert wird, der ebenfalls ein Kind und darüber hinaus noch in Europa ist, werden der Sechsjährige und seine Mutter Plaisance von Antiochia von Plaisances Bruder Bohemund VI. nach Akkon gebracht und zum „Herrn von Jerusalem“ beziehungsweise zur Regentin gemacht.

#### Nordafrika
- Nach dem Tod von Sultan Abu Yahya Abu Bakr kommt es in Marokko zu Machtkämpfen innerhalb des Clans der Meriniden. In diesen setzt sich der Statthalter von Fes, Abu Yusuf Yaqub als neuer Herrscher durch.

#### Britische Inseln
- Der englische König Heinrich III. beruft zum zweiten Mal nach 1257 einen „Großen Rat“ ein, an dem die Barone teilnehmen. Er muss der Einrichtung einer Reformkommission zustimmen.
- Heinrich III. gewährt Kaufleuten aus Lübeck Schutz und Zollfreiheit, da sie dringend benötigte Waren aus Nowgorod bringen. Er lässt in London ein Kontor der Hanse einrichten.
- Juni: Mit den Provisions of Oxford wird ein umfassendes Reformprogramm verabschiedet, das den Baronen eine stärkere Kontrolle ermöglichen soll.
- Llywelyn ap Gruffydd, Herrscher von Gwynedd, ernennt sich als letzter eingeborener walisischer Herrscher zum princeps Walliae (Prince of Wales).

#### Heiliges Römisches Reich/Königreich Sizilien
- 28. Juni: Im Großen Schied, basierend auf einem von Albertus Magnus initiierten Schiedsgericht, legen der Kölner Erzbischof Konrad von Hochstaden und die Kölner Bürgerschaft jahrelange Streitigkeiten bei.
- 22. Juli: Meinhard II. aus dem Geschlecht der Meinhardiner wird nach dem Tod seines Vaters Meinhard I. Graf von Tirol und Görz. Im gleichen Jahr ehelicht er Elisabeth von Bayern, die Witwe des römisch-deutschen Königs Konrad IV. und Mutter des letzten Staufers Konradin.
- 10. August: Der Staufer Manfred, bisher Reichsverweser für seinen Neffen Konradin, lässt sich entgegen Konradins Ansprüchen zum König von Sizilien und Apulien krönen, und wird daraufhin von Papst Alexander IV. exkommuniziert.

#### Weitere Ereignisse in Europa
- 11. Mai: Im Vertrag von Corbeil gibt Jakob I. von Aragón Erbansprüche auf zwei französische Grafschaften auf, während im Gegenzug Frankreichs König Ludwig IX. den Verbleib von Nordkatalonien und Barcelona beim Königreich Aragón anerkennt.
- August: Der achtjährige Johannes IV. Laskaris wird nach dem Tod seines Vaters Theodor II. Kaiser des Byzantinischen Reichs Im Exil in Nikaia. Despot Michael Palaiologos übernimmt die Regentschaft für den Minderjährigen.
- Ludwig IX. von Frankreich verbietet das Gottesurteil und die Fehde. Außerdem verbietet er die private Kriegsführung, die Brandstiftung und die Zerstörung von Pflügen.

#### Stadtrechte und urkundliche Ersterwähnungen
- Memel erhält Lübisches Stadtrecht.
- Die Orte Berleburg, Biesenthal, Collex-Bossy, Grafenried, Mönchweiler, Molpertshaus, Reuenthal, Siegelsbach, Wellendingen und Wohnste werden erstmals urkundlich erwähnt.
- Unter König Afonso III. wird in Portugal eine amtliche Erhebung durchgeführt, im Zuge deren zahlreiche Gemeinden erstmals urkundlich erwähnt werden.

### Wirtschaft
- Gotha erhält Münzregal.

### Kultur
- 1257/1258: Konrad von Würzburg verfasst die strophischen Allegorien Klage der Kunst.
- „Beschworene Gewohnheiten“ für Steinmetze in Paris (siehe Zunft)
- seit 1258: Niccolò Pisano, bedeutendster europäischer Bildhauer des Mittelalters, in der Toskana nachweisbar

### Religion
- 1. Februar: Johann III. wird als Nachfolger des am 17. Januar gestorbenen Nikolaus von Újezd zum Bischof von Prag gewählt und am 12. Mai in Wien geweiht.
- 8. Februar/2. September: Das Kloster Mariensee wird gegründet.
- 12. Juli: Godfrey de Ludham wird zum Erzbischof von York gewählt. Er folgt dem am 10. Mai gestorbenen Sewal de Bovill. Am 22. September wird er geweiht, am 1. Dezember die Temporalien übergeben. Um Weihnachten erfolgt die Inthronisierung.
- 21. Oktober: Das oberschlesische Kloster Rauden wird von Herzog Wladislaus von Oppeln gestiftet.
- Herzog Sambor II. von Pommerellen gründet das Kloster Pelplin.
- Das Kloster Cluny lässt sich ein Schutzprivileg des französischen Königs Ludwig IX. ausstellen und gibt damit die exklusive Bindung an das Papsttum auf.

### Katastrophen
- Der Wiener Stephansdom brennt.
- Das Jahr 1258 gilt in Europa als Jahr ohne Sommer mit Dauerregen und Missernten. Verantwortlich dafür ist vermutlich ein Vulkanausbruch im Jahr 1257, bei dem es sich wahrscheinlich um den Samalas im Rinjani-Vulkankomplex auf der Insel Lombok in Indonesien handelt.

## Geboren

### Geburtsdatum gesichert
- 9. April: Hugo II., Graf von Blois und Dunois sowie Herr von Guise aus dem Haus Châtillon († 1307)
- 7. Dezember: Trần Nhân Tông, Kaiser der Trần-Dynastie im vietnamesischen Reich Đại Việt (gest. 1308)

### Genaues Geburtsdatum unbekannt
- Berke Qan, Sultan der Mamluken in Ägypten († 1280)
- Rabia Bala Hatun, Ehefrau des osmanischen Sultans Osman I. (gest. 1324)
- Heinrich I., Graf von Holstein-Rendsburg († 1304)
- Heinrich von Stretelingen, deutscher Adeliger und Minnesänger († 1294)
- Johanna, Gräfin von Blois, Chartres, Dunois und Herrin von Guise († 1292)
- Primislaus, polnischer Adeliger, Herzog von Ratibor († 1306)
- Otto von Wölpe, Dompropst von Minden und Graf von Wölpe († 1307)
- Osman I., Begründer der osmanischen Dynastie und des Osmanischen Reichs († 1324/1326)

### Geboren um 1258
- Adolf II., Graf von Waldeck und Bischof von Lüttich († 1302)
- John de Clinton, 1. Baron Clinton, englischer Adeliger († 1310)
- Bernhard von Gordon, französischer Mediziner und Autor († um 1318)
- Eleanor de Montfort, englische Adelige und Fürstin von Wales († 1282)
- Nicholas Trivet, anglonormannischer Chronist und Dominikaner († 1328)

## Gestorben

### Erstes Halbjahr
- 6. Januar: Konrad I. von Wallhausen, Bischof von Meißen
- 17. Januar: Nikolaus von Újezd, Bischof von Prag
- 18. Januar: Konrad I. von Tölz und Hohenburg, Bischof von Freising
- um den 20. Februar: al-Musta'sim bi-'llah, letzter Kalif der Abbasiden (* 1212)
- 24. März: Florens der Vogt, Regent von Holland (* um 1228)
- 5. April: Juliana von Lüttich, deutsche Nonne und Mystikerin (* um 1192)
- 14. April: Rüdiger von Bergheim, Bischof von Chiemsee und Bischof von Passau (* um 1175)

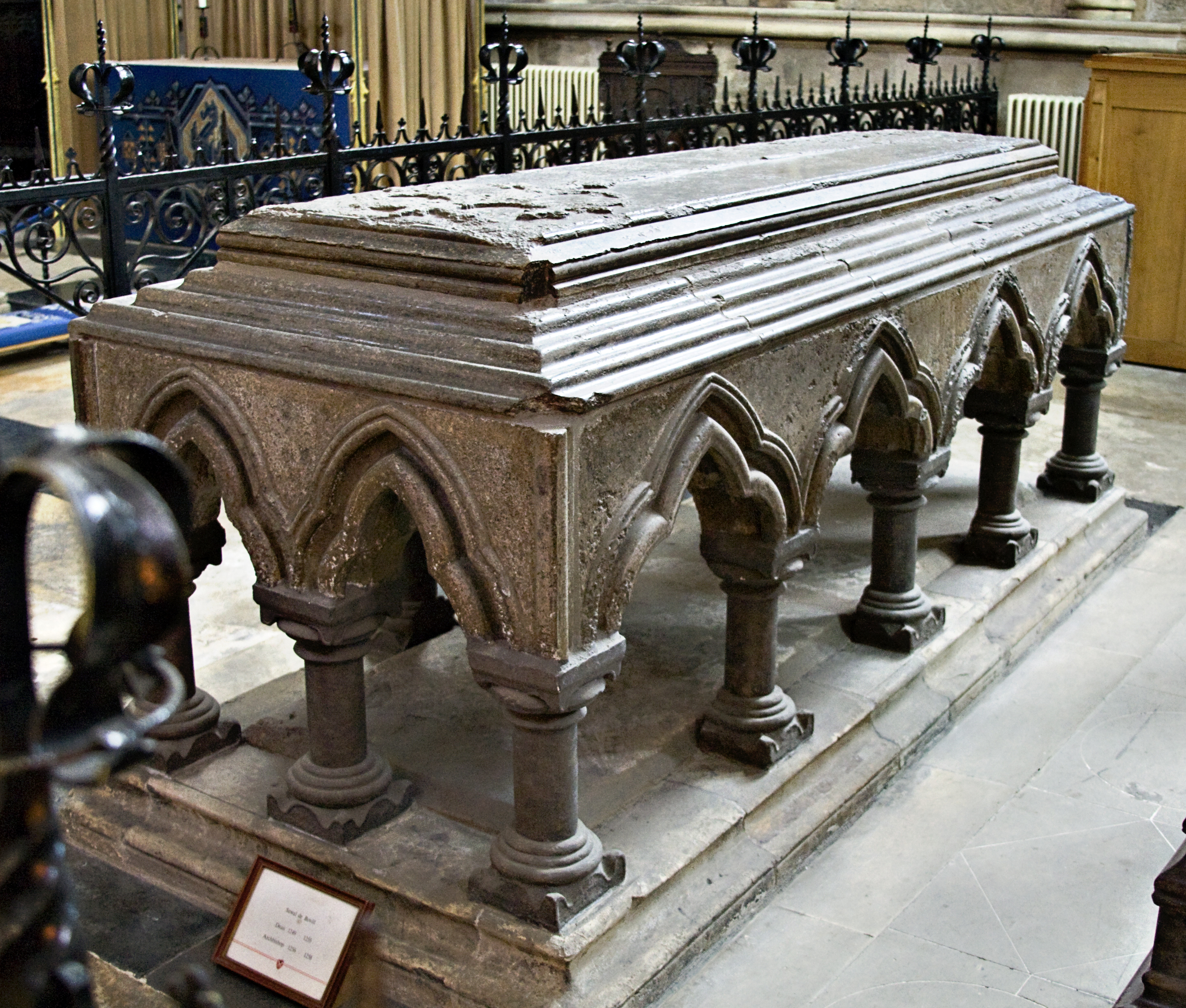
Grab von Sewal de Bovill im York Minster

- 10. Mai: Sewal de Bovill, Erzbischof von York
- 2. Juni: Edmund de Lacy, 2. Earl of Lincoln, englischer Adeliger (* um 1230)
- 2. Juni: Peter von Portugal, Graf von Urgell und Herr von Mallorca (* 1187)

### Zweites Halbjahr
- 22. Juli: Meinhard I., Graf von Görz und Istrien, Graf von Tirol sowie Vogt von Aquileia, Trient, Brixen und Bozen (* 1193/94)
- Juli: William de Clare, englischer Ritter (* 1228)
- vor dem 6. August: Berthold I., Graf von Ziegenhain und Nidda (* um 1207)
- 8. August: Henry of Lexinton, Bischof von Lincoln
- 18. August: Theodor II. Laskaris, byzantinischer Kaiser im Exil in Nicäa (* um 1222)
- 25. August: Georg Muzalon, Berater des byzantinischen Exil-Kaisers Theodor II. Laskaris (* um 1220)
- 28. August: Gerhard II. zur Lippe, Erzbischof von Bremen und Bischof von Hamburg (* um 1190)
- 12. September: Tesauro dei Beccheria, italienischer Adeliger, Generalabt der Vallombrosaner
- 8. November: Gremislawa von Luzk, Fürstin von Krakau (* um 1190)
- 23. November: John fitz Geoffrey, englischer Adeliger und Justiciar of Ireland (* um 1206)
- 20. Dezember: Bruno von Isenberg, Bischof von Osnabrück
- Dezember: Johann von Arsuf, Herr von Arsuf, Bailli und Konstabler des Königreichs Jerusalem (* um 1211)

### Genaues Todesdatum unbekannt
- Abu Yahya Abu Bakr, erster Sultan der Meriniden in Marokko
- Bartholomaeus Brixiensis, italienischer Kirchenrechtler (* um 1200)
- Bernard de La Tour, französischer Kartäuser
- Brancaleone degli Andalò, italienischer Ritter und römischer Volkstribun
- Patrick de Chaworth, anglonormannischer Adeliger (* um 1220)
- Walter Comyn, Lord of Badenoch, schottischer Adeliger und Politiker
- Götshangpa Gönpo Dorje, Mahasiddha der Drugpa-Kagyü-Schule des tibetischen Buddhismus (* 1189)
- Gottfried III. von Rancon, Herr von Rancon und Taillebourg
- Guillaume de Bussy, Bischof von Orléans
- Guillaume de Chateauneuf, Großmeister des Johanniterordens
- Ibn Abī l-Hadīd, irakischer Gelehrter (* 1190)
- Stephen of Lexinton, Abt des Klosters Clairvaux

### Gestorben um 1258
- Heinrich III. von Volmestein, deutscher Adeliger
- Philippe de Nanteuil, französischer Ritter, Kreuzzugsteilnehmer und Trouvère